# 库拉尔-迪登特鲁
库拉尔-迪登特鲁是巴西米纳斯吉拉斯州的一个市镇。总面积570.503平方公里，总人口6907人，人口密度12.1人/平方公里。